# Équipe de France féminine de football à la Coupe du monde 2015
L'équipe de France féminine de football participe à la Coupe du monde de 2015 organisée au Canada du 6 juin au 5 juillet 2015. Située à la 3e place au classement mondial de la FIFA avant la compétition, elle fait partie des favorites mais se fait éliminer lors des quarts de finale face à l'Allemagne, alors meilleure nation mondiale.
Opposées à l'Autriche, la Bulgarie, la Finlande, la Hongrie et le Kazakhstan lors de la phase de qualification, les Bleues accèdent aisément à la compétition en finissant premières de leur groupe, avec dix victoires en dix matchs. À l'occasion de la phase de groupes, l'équipe de Philippe Bergeroo se retrouve en compagnie de l'Angleterre, sixième nation mondiale, ainsi que du Mexique et de la Colombie. Malgré une défaite face aux Colombiennes, l'équipe de France termine à la première place du groupe puis bat la Corée du Sud en huitièmes de finale sur le score de trois buts à zéro. En quarts de finale, elle affronte l'Allemagne, première nation mondiale. Ce match entre deux favoris de la compétition est dominé par les Françaises qui ouvrent la marque grâce à Louisa Nécib, mais les Allemandes égalisent en fin de match sur un pénalty litigieux et remportent finalement la rencontre aux tirs au but.
En dépit de cette élimination, la milieu de terrain Amandine Henry reçoit à la fin de la compétition le Ballon d'Argent Adidas derrière l'Américaine Carli Lloyd.

## Préparation de l'évènement

### Contexte

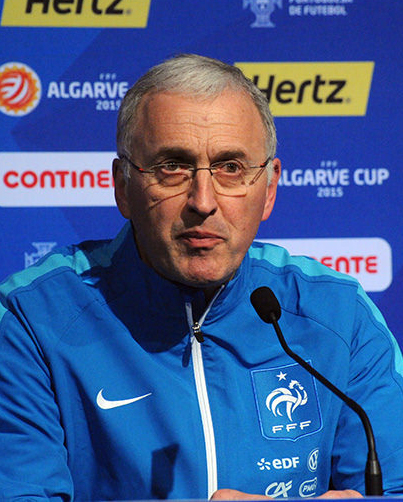
Philippe Bergeroo est nommé sélectionneur de l'équipe de France en juillet 2013.

Les qualifications pour la Coupe du monde 2015 débutent deux mois après l'Euro 2013, lors duquel les Françaises font figure de favorites, ce statut étant appuyé par des résultats solides lors des matchs précédant le tournoi. Cependant, elles sont éliminées en quarts de finale par le Danemark, à la suite notamment de problèmes d'efficacité offensive récurrents. Quelques jours après cette élimination, Noël Le Graët, le président de la Fédération française de football, annonce que le sélectionneur des Bleues Bruno Bini est remplacé par Philippe Bergeroo ; ce dernier a pour objectif de « qualifier cette équipe pour la Coupe du monde et derrière essayer d'accrocher une médaille avec cette génération », tout en travaillant « cette animation offensive »

### Qualification
Sur chaque continent sont organisés des éliminatoires afin de déterminer les équipes qui participeront à la Coupe du monde. Le règlement de ces qualifications est décidé par les confédérations.

#### Groupe de qualification
Pour un article plus général, voir Éliminatoires de la Coupe du monde féminine de football 2015 : zone Europe.

Carte des équipes prenant part aux qualifications de la zone Europe : celles du groupe de la France sont en bleu clair.

En Europe, quarante-deux équipes se disputent les huit places qualificatives pour la compétition (quatre équipes ayant été éliminées lors d'un tour préliminaire). Les nations sont réparties en sept groupes de six équipes. Le premier de chaque groupe est directement qualifié pour la Coupe du monde, tandis que les quatre meilleurs deuxièmes disputeront des matchs de barrage pour connaître le huitième et dernier qualifié. En tant que tête de série, la France évite les meilleures nations européennes (l'Allemagne, la Suède, l'Angleterre, la Norvège, l'Italie et le Danemark).
Le tirage au sort a lieu le 16 avril 2013 au siège de l'UEFA à Nyon. Les Françaises se retrouvent dans un groupe composé de la Finlande, de l'Autriche, de la Hongrie, de la Bulgarie et du Kazakhstan. Les Bleues sont les favorites de la poule, tandis que la Finlande devrait être l'adversaire le plus difficile à battre,.

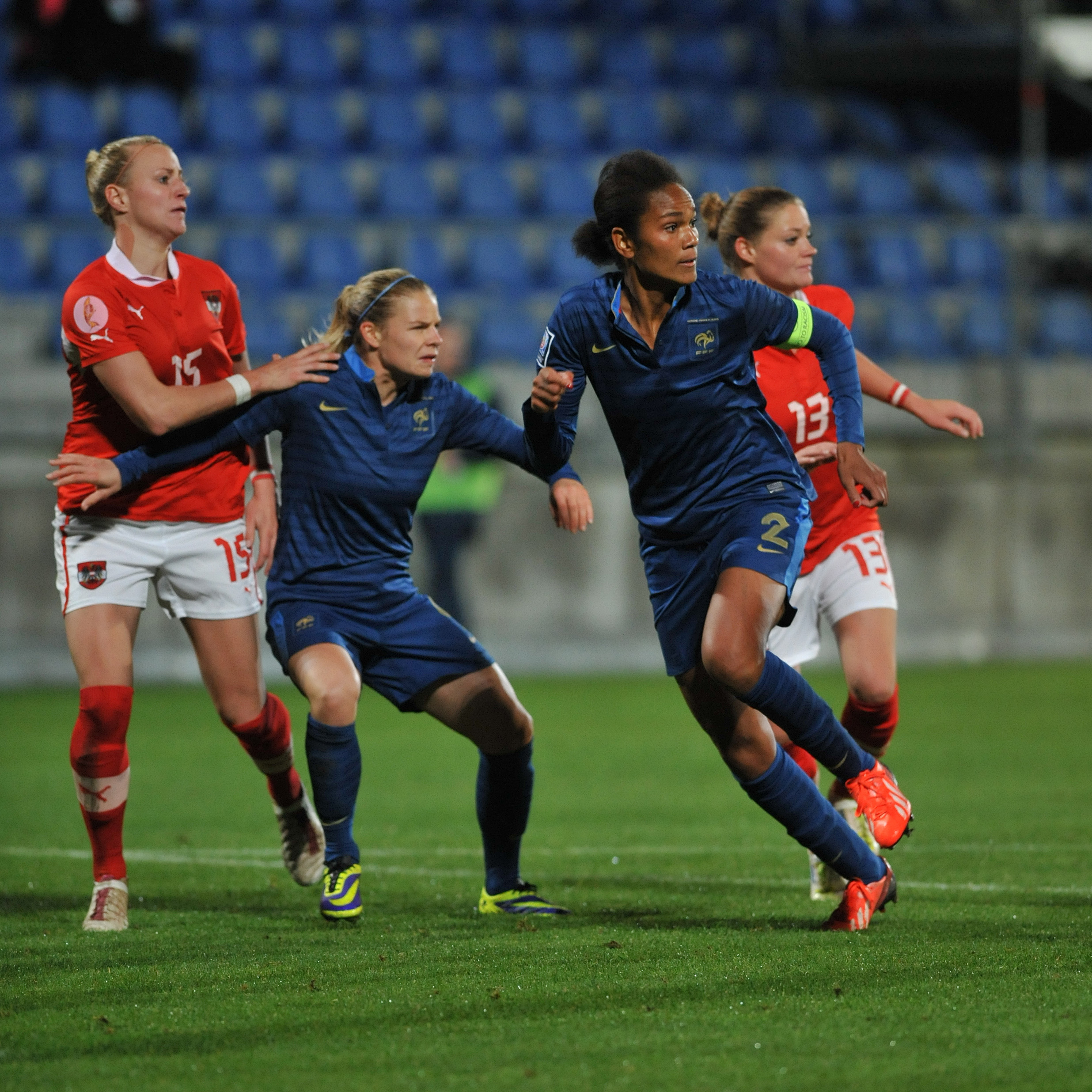
La capitaine des Bleues Wendie Renard (à droite) lors du match Autriche – France, durant lequel elle marqua le troisième but français.

La France commence les éliminatoires par une série de trois matchs à l'extérieur. D'abord, face au Kazakhstan, les joueuses débutent idéalement la rencontre grâce à quatre buts marqués lors de la première mi-temps. En seconde période, les Françaises continuent à attaquer à l'initiative de Wendie Renard et Louisa Nécib mais se heurtent à une défense kazakhe plus regroupée, et le score en restera finalement à quatre buts à zéro,. Un mois plus tard, l'équipe de Philippe Bergeroo se déplace en Autriche. Elle mène trois buts à zéro après une heure de jeu, mais les Autrichiennes vont réduire l'écart quelques minutes plus tard. La fin de match est un peu plus compliquée mais les Bleues s'imposent à nouveau,. Pour son troisième match, l'équipe de France affronte la Bulgarie à Lovetch. Supérieures dans tous les compartiments de jeu, les Françaises mettent quatre buts dans les dix premières minutes, et s'imposent finalement dix buts à zéro malgré une baisse de régime lors de la deuxième mi-temps,. Il faut remonter à 2009 et un match face à l'Estonie pour voir les Françaises s'imposer par au moins dix buts d'écart.

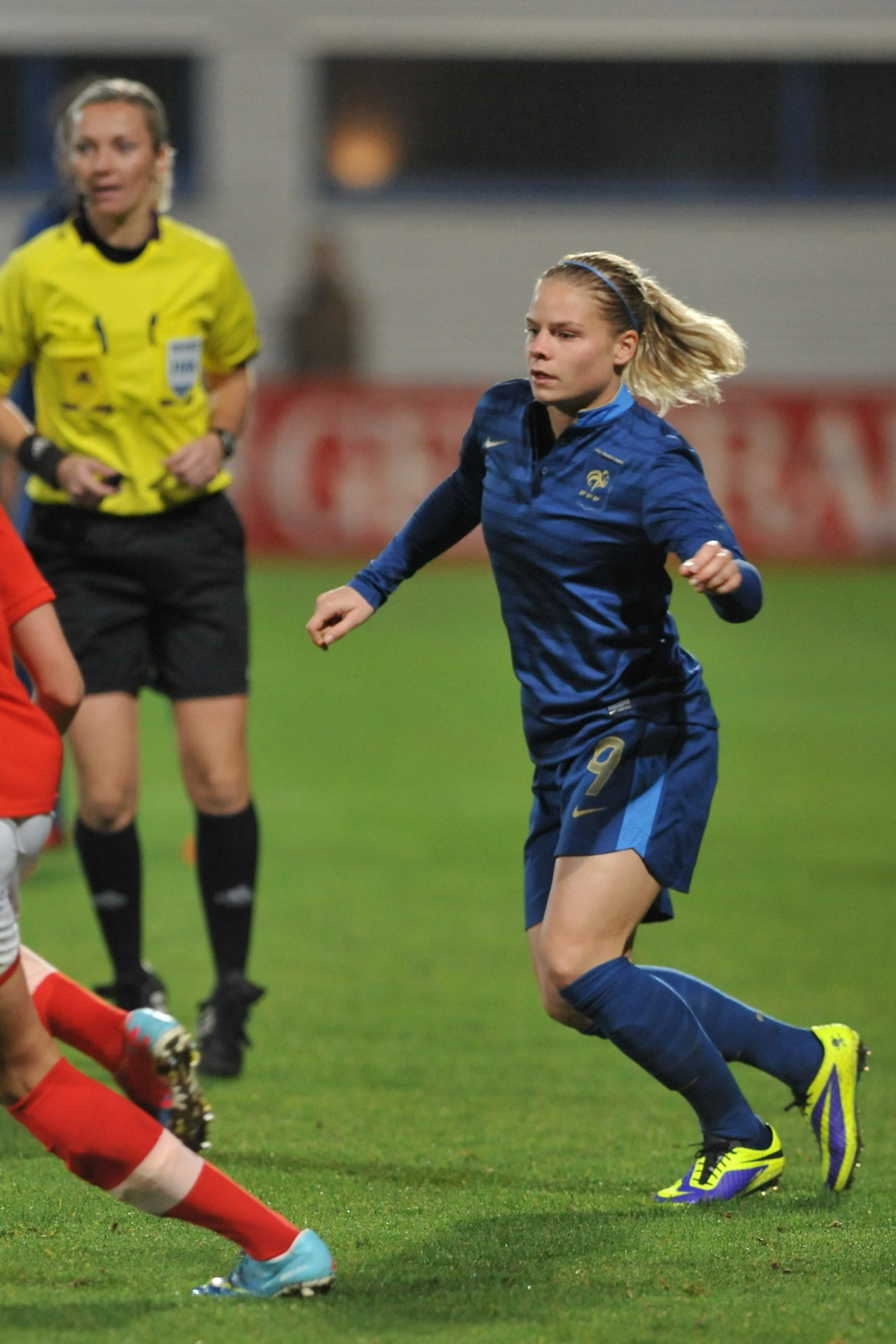
L'attaquante française Eugénie Le Sommer, ici face à l'Autriche, a inscrit un quadruplé lors de la réception de la Bulgarie.

Une série de quatre matchs à domicile débute ensuite pour la France. Le premier est le match retour face à la Bulgarie, qui commence très bien pour les Bleues avec cinq buts marqués au bout de onze minutes. Les joueuses vont petit à petit se relâcher au fil de la rencontre, mais vont finalement s'imposer quatorze à zéro grâce notamment à un quadruplé de Gaëtane Thiney et d'Eugénie Le Sommer,. Il s'agit de la plus large victoire de l'histoire de l'équipe de France féminine, à égalité avec un match datant de 1998 face à l'Algérie. Les Françaises retrouvent ensuite le Kazakhstan ; comme lors de la précédente confrontation entre les deux équipes, la France débute bien et mène par cinq buts à zéro à la mi-temps, mais là encore les joueuses kazakhes vont se regrouper et les Bleues ne marqueront que deux buts en seconde période,. Les joueuses de Philippe Bergeroo continuent leur série d'invincibilité avec une nouvelle victoire 3-1 face à l'Autriche, obtenue grâce à trois buts marqués avant la mi-temps. Mais, comme lors du match aller, la deuxième période est plus compliquée et les Autrichiennes réduisent l'écart. Les Françaises vont finalement parvenir à garder l'avantage à la faveur de plusieurs parades de la gardienne Sarah Bouhaddi,. Lors de la quatrième rencontre à domicile, l'équipe de France reçoit la Hongrie à Besançon. Les Bleues s'imposent logiquement par quatre buts à zéro dans un match marqué par le premier but d'Amel Majri avec la France pour sa première sélection,.
Le match retour face aux Hongroises, le premier de la saison 2014-2015, voit une nouvelle fois la domination des Françaises qui s'imposent sur le score de quatre buts à zéro. Dans cette rencontre, la capitaine hongroise Angéla Smuczer marqua le seul but contre son camp en faveur de l'équipe de France lors des qualifications. Les deux derniers matchs de qualification ont lieu en septembre 2015 face à la Finlande. Lors du match aller en Finlande, les Bleues s'imposent deux buts à zéro sans difficulté, avec cependant un certain manque de réalisme. Grâce à cette victoire, elles sont assurées de finir premières de leur groupe et valident ainsi leur qualification pour la phase finale de la Coupe du monde. Pour le match retour, les Finlandaises peuvent encore espérer se qualifier pour les barrages en faisant un match nul. Ce sont elles qui ouvrent le score à la suite d'une mauvaise relance de Sarah Bouhaddi, mais les Françaises reviennent peu avant la mi-temps et remportent finalement le match par trois buts à un,.
| \| Rang \| Équipe \| Pts \| J \| G \| N \| P \| Bp \| Bc \| Diff \| \| Résultats (▼ dom., ► ext.) \| \| \| \| \| \| \| \| ---- \| ---------- \| --- \| -- \| -- \| - \| - \| -- \| -- \| ---- \| \| -------------------------- \| --- \| ---- \| --- \| ---- \| --- \| --- \| \| 1 \| France \| 30 \| 10 \| 10 \| 0 \| 0 \| 54 \| 3 \| +51 \| \| Autriche \| \| 4-0 \| 3-1 \| 1-3 \| 4-3 \| 5-1 \| \| 2 \| Finlande \| 21 \| 10 \| 7 \| 0 \| 3 \| 27 \| 9 \| +18 \| \| Bulgarie \| 1-6 \| \| 0-8 \| 0-10 \| 0-7 \| 1-1 \| \| 3 \| Autriche \| 21 \| 10 \| 7 \| 0 \| 3 \| 31 \| 14 \| +17 \| \| Finlande \| 2-1 \| 4-0 \| \| 0-2 \| 4-0 \| 1-0 \| \| 4 \| Hongrie \| 12 \| 10 \| 4 \| 0 \| 6 \| 20 \| 25 \| -5 \| \| France \| 3-1 \| 14-0 \| 3-1 \| \| 4-0 \| 7-0 \| \| 5 \| Kazakhstan \| 4 \| 10 \| 1 \| 1 \| 8 \| 8 \| 30 \| -22 \| \| Hongrie \| 0-3 \| 4-0 \| 0-4 \| 0-4 \| \| 4-1 \| \| 6 \| Bulgarie \| 1 \| 10 \| 0 \| 1 \| 9 \| 3 \| 62 \| -59 \| \| Kazakhstan \| 0-3 \| 4-1 \| 0-2 \| 0-4 \| 1-2 \| \| Équipe qualifiée ; Pts = points ; J = joués ; G = gagnés ; N = nuls ; P = perdus ; Bp = buts pour ; Bc = buts contre ; Diff = différence de buts. |            |     |    |    |   |   |    |    |      |  |                            |     |      |     |      |     |     |
| Rang | Équipe     | Pts | J  | G  | N | P | Bp | Bc | Diff |  | Résultats (▼ dom., ► ext.) |     |      |     |      |     |     |
| 1 | France     | 30  | 10 | 10 | 0 | 0 | 54 | 3  | +51  |  | Autriche                   |     | 4-0  | 3-1 | 1-3  | 4-3 | 5-1 |
| 2 | Finlande   | 21  | 10 | 7  | 0 | 3 | 27 | 9  | +18  |  | Bulgarie                   | 1-6 |      | 0-8 | 0-10 | 0-7 | 1-1 |
| 3 | Autriche   | 21  | 10 | 7  | 0 | 3 | 31 | 14 | +17  |  | Finlande                   | 2-1 | 4-0  |     | 0-2  | 4-0 | 1-0 |
| 4 | Hongrie    | 12  | 10 | 4  | 0 | 6 | 20 | 25 | -5   |  | France                     | 3-1 | 14-0 | 3-1 |      | 4-0 | 7-0 |
| 5 | Kazakhstan | 4   | 10 | 1  | 1 | 8 | 8  | 30 | -22  |  | Hongrie                    | 0-3 | 4-0  | 0-4 | 0-4  |     | 4-1 |
| 6 | Bulgarie   | 1   | 10 | 0  | 1 | 9 | 3  | 62 | -59  |  | Kazakhstan                 | 0-3 | 4-1  | 0-2 | 0-4  | 1-2 |     |

#### Statistiques individuelles

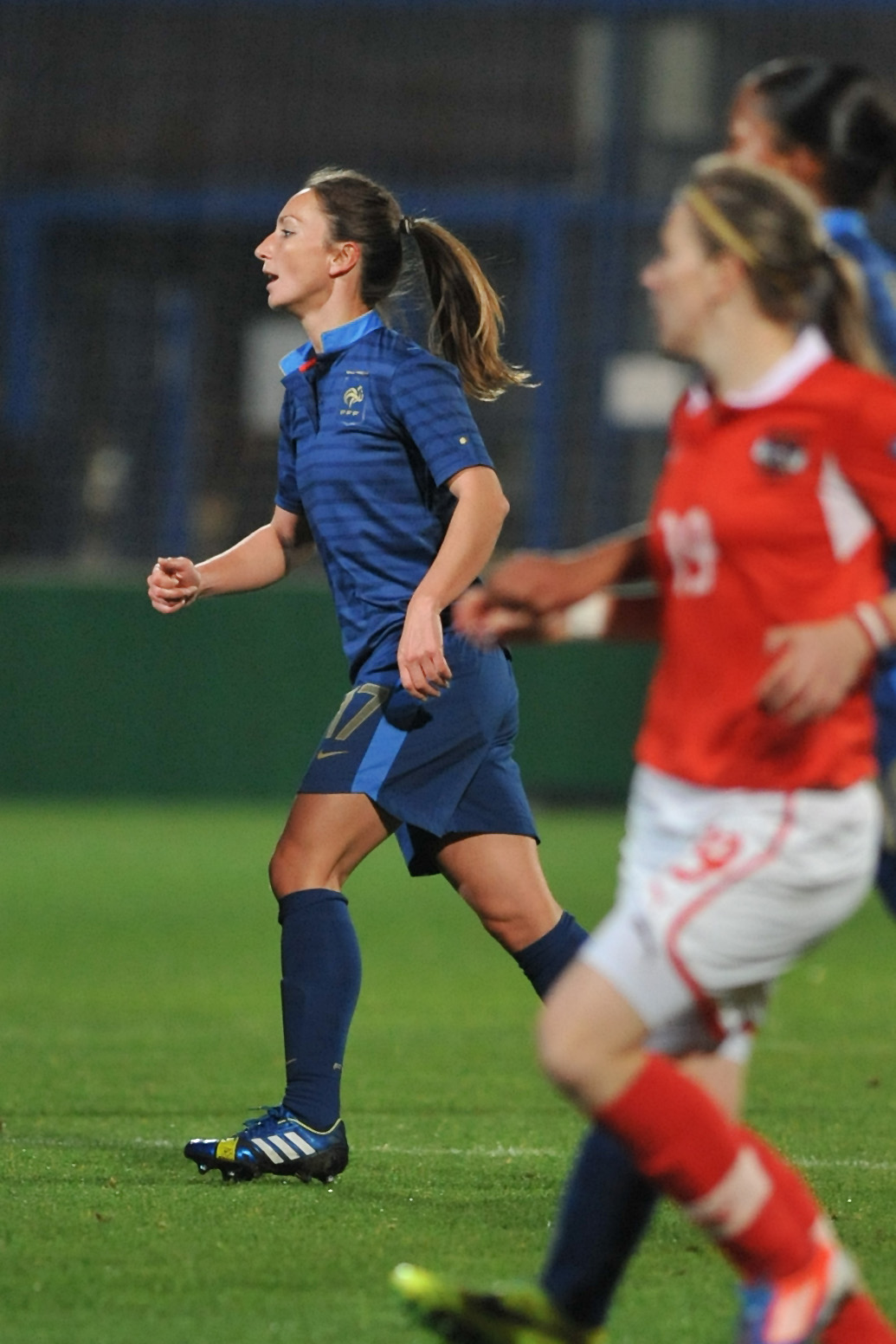
Gaëtane Thiney est la meilleure buteuse française lors des qualifications, avec 13 buts marqués.

Au total, 28 joueuses ont été utilisées par Philippe Bergeroo. Seule la milieu de terrain Louisa Nécib a disputé l'intégralité des dix rencontres, soit 900 minutes de jeu, suivie par la défenseure Sabrina Delannoy avec 799 minutes de jeu, et la gardienne de but Sarah Bouhaddi qui en a joué 720. Sur les 54 buts marqués lors de ces éliminatoires, 13 ont été marqués par Gaëtane Thiney, soit près d'un quart, et neuf l'ont été par Marie-Laure Delie. Trois cartons jaunes ont été donnés, dont deux contre la défenseure Wendie Renard, tandis qu'aucune joueuse n'a reçu de carton rouge. Ces qualifications ont permis à plusieurs françaises d'honorer leur première sélection en équipe de France, comme Amel Majri lors de la réception de la Hongrie, match pendant lequel elle marqua également son premier but avec les Bleues.

### Préparatifs

#### Matchs amicaux
| Amical                       | Allemagne | 0 – 2   | France | | |
| 25 octobre 2014 14 h 0 UTC+2 | | (0 – 2) | Bianca Schmidt 17e (csc) · Élodie Thomis 20e | Sparda-Bank-Hessen-Stadion, Offenbach-sur-le-Main Spectateurs : 5 317 Diffuseur : D17 Vidéo du match Arbitrage : Jenny Palmqvist | Sparda-Bank-Hessen-Stadion, Offenbach-sur-le-Main Spectateurs : 5 317 Diffuseur : D17 Vidéo du match Arbitrage : Jenny Palmqvist |
| 25 octobre 2014 14 h 0 UTC+2 | Rapport |         | | Sparda-Bank-Hessen-Stadion, Offenbach-sur-le-Main Spectateurs : 5 317 Diffuseur : D17 Vidéo du match Arbitrage : Jenny Palmqvist | Sparda-Bank-Hessen-Stadion, Offenbach-sur-le-Main Spectateurs : 5 317 Diffuseur : D17 Vidéo du match Arbitrage : Jenny Palmqvist |
| 25 octobre 2014 14 h 0 UTC+2 | Angerer - Schmidt, Krahn, Peter ( 46e Henning), Hendrich - Behringer, Marozsán ( 46e Leupolz), Alushi ( 46e Bremer), Mittag ( 46e Popp), Laudehr - Šašić ( 66e Faißt) | Équipes | Bouhaddi - Houara-d'Hommeaux, Georges, Renard, Majri - Thomis ( 67e Lavogez), Abily ( 13e Bussaglia), Hamraoui, Nécib - Le Sommer ( 81e Toletti), Thiney | Sparda-Bank-Hessen-Stadion, Offenbach-sur-le-Main Spectateurs : 5 317 Diffuseur : D17 Vidéo du match Arbitrage : Jenny Palmqvist | Sparda-Bank-Hessen-Stadion, Offenbach-sur-le-Main Spectateurs : 5 317 Diffuseur : D17 Vidéo du match Arbitrage : Jenny Palmqvist |

| Amical                       | France                                       | 2 – 1   | Nouvelle-Zélande  | | |
| 22 novembre 2014 18 h 30 HEC | Eugénie Le Sommer 10e · Kadidiatou Diani 88e | (1 – 0) | Helen Collins 90e | Stade Francis-Le-Basser, Laval Spectateurs : 9 302 Diffuseur : D17 Vidéo du match Arbitrage : Silvia Tea Spinelli | Stade Francis-Le-Basser, Laval Spectateurs : 9 302 Diffuseur : D17 Vidéo du match Arbitrage : Silvia Tea Spinelli |
| 22 novembre 2014 18 h 30 HEC | Rapport                                      |         |                   | Stade Francis-Le-Basser, Laval Spectateurs : 9 302 Diffuseur : D17 Vidéo du match Arbitrage : Silvia Tea Spinelli | Stade Francis-Le-Basser, Laval Spectateurs : 9 302 Diffuseur : D17 Vidéo du match Arbitrage : Silvia Tea Spinelli |

| Amical                       | France                                 | 2 – 0   | Brésil | | |
| 26 novembre 2014 18 h 30 HEC | Eugénie Le Sommer 31e · Kenza Dali 61e | (1 – 0) |        | Stade de Gerland, Lyon Spectateurs : 11 090 Diffuseur : D17 Vidéo du match Arbitrage : Marija Kurtes | Stade de Gerland, Lyon Spectateurs : 11 090 Diffuseur : D17 Vidéo du match Arbitrage : Marija Kurtes |
| 26 novembre 2014 18 h 30 HEC | Rapport                                |         |        | Stade de Gerland, Lyon Spectateurs : 11 090 Diffuseur : D17 Vidéo du match Arbitrage : Marija Kurtes | Stade de Gerland, Lyon Spectateurs : 11 090 Diffuseur : D17 Vidéo du match Arbitrage : Marija Kurtes |

| Amical                    | France                                                | 2 – 0   | États-Unis | | |
| 8 février 2015 18 h 5 HEC | Eugénie Le Sommer 50e · Jessica Houara-d'Hommeaux 51e | (0 – 0) |            | Stade du Moustoir, Lorient Spectateurs : 15 663 Diffuseur : D17 Vidéo du match Arbitrage : Pernilla Larsson | Stade du Moustoir, Lorient Spectateurs : 15 663 Diffuseur : D17 Vidéo du match Arbitrage : Pernilla Larsson |
| 8 février 2015 18 h 5 HEC | Rapport                                               |         |            | Stade du Moustoir, Lorient Spectateurs : 15 663 Diffuseur : D17 Vidéo du match Arbitrage : Pernilla Larsson | Stade du Moustoir, Lorient Spectateurs : 15 663 Diffuseur : D17 Vidéo du match Arbitrage : Pernilla Larsson |

| Amical                     | France                | 1 – 0   | Canada | | |
| 9 avril 2015 20 h 45 UTC+2 | Eugénie Le Sommer 34e | (1 – 0) |        | Stade Robert-Bobin, Bondoufle Spectateurs : 11 445 Diffuseur : D17 Vidéo du match Arbitrage : Silvia Tea Spinelli | Stade Robert-Bobin, Bondoufle Spectateurs : 11 445 Diffuseur : D17 Vidéo du match Arbitrage : Silvia Tea Spinelli |
| 9 avril 2015 20 h 45 UTC+2 | Rapport               |         |        | Stade Robert-Bobin, Bondoufle Spectateurs : 11 445 Diffuseur : D17 Vidéo du match Arbitrage : Silvia Tea Spinelli | Stade Robert-Bobin, Bondoufle Spectateurs : 11 445 Diffuseur : D17 Vidéo du match Arbitrage : Silvia Tea Spinelli |

La préparation est composée de plusieurs matchs amicaux. Le premier a lieu un peu plus d'un mois après la fin des qualifications pour la Coupe du monde, face à l'Allemagne, alors deuxième nation mondiale. Les Françaises, solides en défense et assez réalistes en attaque, remportent le match sur le score de deux buts à zéro : il s'agit d'un résultat historique car c'est la première fois que l'équipe de France féminine s'impose en Allemagne, et cela faisait plus de 14 ans que les Allemandes ne s'étaient pas inclinées par plus d'un but d'écart sur leur sol,. Cette rencontre a été très bien maîtrisée par les Bleues, qui n'ont été quasiment jamais inquiétées par leurs adversaires ; les deux buts ont été marqués assez rapidement (à la 17e minute grâce à un contre son camp, puis à la 20e minute par Élodie Thomis) et les joueuses ont ensuite géré leur avance sans difficultés.
Deux rencontres amicales sont ensuite prévues en novembre 2014. Tout d'abord, les Françaises s'imposent 2-1 face à la Nouvelle-Zélande, une équipe solide mais qui n'a pas vraiment réussi à inquiéter les joueuses de Philippe Bergeroo, le but marqué par les Néo-Zélandaises étant lié à un manque de concentration en toute fin de match. Lors de celui-ci, à la faveur d'un léger remaniement opéré par le sélectionneur français, l'attaquante Kadidiatou Diani s'illustre en marquant un but lors de sa première sélection.

Quatre jours plus tard, pour leur dernier match de l'année 2014, les Bleues affrontent le Brésil, contre qui leur bilan s'élève à quatre matchs nuls pour autant de confrontations. Cette fois-ci, les Françaises s'imposent 2-0 grâce à des buts d'Eugénie Le Sommer en première période et de Kenza Dali en deuxième mi-temps, en ayant dominé le match du début à la fin.
En février 2015, l'équipe de France reçoit les États-Unis, alors 2e nation au classement FIFA. La rencontre débute sur un rythme élevé, avec plusieurs occasions de but de la part des deux formations ; cependant, les meilleures actions sont l'œuvre des Françaises, même si celles-ci ne parviennent pas à marquer,. Les Bleues font la différence en début de seconde période, en marquant deux buts en deux minutes par Eugénie Le Sommer et Jessica Houara-d'Hommeaux. En fin de match, les Américaines se montrent plus menaçantes, mais elles ne réussissent pas à surprendre la défense tricolore et la gardienne Sarah Bouhaddi qui s'illustre notamment en arrêtant un penalty. Il s'agit de la première victoire des Françaises face aux États-Unis en match officiel,.
Cette série de victoires face à des adversaires de qualité permet aux Françaises de monter sur la troisième marche du classement FIFA, et de faire de l'équipe de France l'une des favorites pour la Coupe du monde.

#### Algarve Cup
| Phase de groupes        | Portugal | 0 – 1   | France                | | |
| 4 mars 2015 19 h 10 HEC |          | (0 – 0) | Eugénie Le Sommer 64e | Estadio Municipal da Bela Vista, Parchal Spectateurs : 500 Vidéo du match Arbitrage : Maria Carvajal | Estadio Municipal da Bela Vista, Parchal Spectateurs : 500 Vidéo du match Arbitrage : Maria Carvajal |
| 4 mars 2015 19 h 10 HEC | Rapport  |         |                       | Estadio Municipal da Bela Vista, Parchal Spectateurs : 500 Vidéo du match Arbitrage : Maria Carvajal | Estadio Municipal da Bela Vista, Parchal Spectateurs : 500 Vidéo du match Arbitrage : Maria Carvajal |

| Phase de groupes       | France                                                                        | 4 – 1   | Danemark              |                                                                                    |                                                                                    |
| 6 mars 2015 16 h 0 HEC | Eugénie Le Sommer 2e · Camille Abily 6e · Kenza Dali 13e · Claire Lavogez 43e | (4 – 0) | Sanne Troelsgaard 76e | Stade de l'Algarve, Faro Spectateurs : 45 Vidéo du match Arbitrage : Jana Adamkova | Stade de l'Algarve, Faro Spectateurs : 45 Vidéo du match Arbitrage : Jana Adamkova |
| 6 mars 2015 16 h 0 HEC | Rapport                                                                       |         |                       | Stade de l'Algarve, Faro Spectateurs : 45 Vidéo du match Arbitrage : Jana Adamkova | Stade de l'Algarve, Faro Spectateurs : 45 Vidéo du match Arbitrage : Jana Adamkova |

| Phase de groupes        | Japon               | 1 – 3   | France                                                | | |
| 9 mars 2015 15 h 10 HEC | Nahomi Kawasumi 43e | (1 – 0) | Gaëtane Thiney 54e (pen.) 84e · Eugénie Le Sommer 71e | Estadio Municipal da Bela Vista, Parchal Spectateurs : 300 Diffuseur : Eurosport Vidéo du match Arbitrage : Carina Vitulano | Estadio Municipal da Bela Vista, Parchal Spectateurs : 300 Diffuseur : Eurosport Vidéo du match Arbitrage : Carina Vitulano |
| 9 mars 2015 15 h 10 HEC | Rapport             |         |                                                       | Estadio Municipal da Bela Vista, Parchal Spectateurs : 300 Diffuseur : Eurosport Vidéo du match Arbitrage : Carina Vitulano | Estadio Municipal da Bela Vista, Parchal Spectateurs : 300 Diffuseur : Eurosport Vidéo du match Arbitrage : Carina Vitulano |

| Finale                  | États-Unis                             | 2 – 0   | France |                                                                                            |                                                                                            |
| 11 mars 2015 17 h 0 HEC | Julie Johnston 7e · Christen Press 41e | (2 – 0) |        | Stade de l'Algarve, Faro Spectateurs : 1 000 Vidéo du match Arbitrage : Cristina Dorcioman | Stade de l'Algarve, Faro Spectateurs : 1 000 Vidéo du match Arbitrage : Cristina Dorcioman |
| 11 mars 2015 17 h 0 HEC | Rapport                                |         |        | Stade de l'Algarve, Faro Spectateurs : 1 000 Vidéo du match Arbitrage : Cristina Dorcioman | Stade de l'Algarve, Faro Spectateurs : 1 000 Vidéo du match Arbitrage : Cristina Dorcioman |

#### Derniers matchs de préparation
| Amical                 | France                | 2 – 1   | Russie              | | |
| 22 mai 2015 21 h 0 HEC | Gaëtane Thiney 2e 57e | (1 – 1) | Elena Terekhova 26e | Stade Gaston-Petit, Châteauroux Spectateurs : 12 482 Diffuseur : D17 Vidéo du match Arbitrage : Gyöngyi Gaál | Stade Gaston-Petit, Châteauroux Spectateurs : 12 482 Diffuseur : D17 Vidéo du match Arbitrage : Gyöngyi Gaál |
| 22 mai 2015 21 h 0 HEC | Rapport               |         |                     | Stade Gaston-Petit, Châteauroux Spectateurs : 12 482 Diffuseur : D17 Vidéo du match Arbitrage : Gyöngyi Gaál | Stade Gaston-Petit, Châteauroux Spectateurs : 12 482 Diffuseur : D17 Vidéo du match Arbitrage : Gyöngyi Gaál |

| Amical                 | France                | 1 – 0   | Écosse | | |
| 28 mai 2015 21 h 0 HEC | Marie-Laure Delie 20e | (1 – 0) |        | Stade Marcel-Picot, Nancy Spectateurs : 13 395 Diffuseur : D17 Vidéo du match Arbitrage : Marte Soro | Stade Marcel-Picot, Nancy Spectateurs : 13 395 Diffuseur : D17 Vidéo du match Arbitrage : Marte Soro |
| 28 mai 2015 21 h 0 HEC | Rapport               |         |        | Stade Marcel-Picot, Nancy Spectateurs : 13 395 Diffuseur : D17 Vidéo du match Arbitrage : Marte Soro | Stade Marcel-Picot, Nancy Spectateurs : 13 395 Diffuseur : D17 Vidéo du match Arbitrage : Marte Soro |

| Amical                   | Sélection québécoise | 0 – 9   | France |                                                                           |                                                                           |
| 3 juin 2015 20 h 0 UTC+2 |                      | (0 – 3) | Marie-Laure Delie 10e · Gaëtane Thiney 17e · Claire Lavogez 22e · Élodie Thomis 50e · Élise Bussaglia 51e 54e 62e · Camille Abily 56e · Kadidiatou Diani 80e | Centre sportif Bois-de-Boulogne, Laval Spectateurs : 1 000 Vidéo du match | Centre sportif Bois-de-Boulogne, Laval Spectateurs : 1 000 Vidéo du match |
| 3 juin 2015 20 h 0 UTC+2 | Rapport              |         | | Centre sportif Bois-de-Boulogne, Laval Spectateurs : 1 000 Vidéo du match | Centre sportif Bois-de-Boulogne, Laval Spectateurs : 1 000 Vidéo du match |

## Compétition
Pour un article plus général, voir Coupe du monde féminine de football 2015.

### Format et tirage au sort
Les 24 équipes qualifiées pour la Coupe du monde sont réparties en quatre chapeaux de six équipes. Lors du tirage au sort, six groupes de quatre équipes sont formés, les quatre équipes de chaque groupe provenant chacune d'un chapeau différent. Celles-ci s'affrontent une fois chacune : à la fin des trois journées, les deux premiers de chaque groupe sont qualifiés pour les huitièmes de finale, ainsi que les quatre meilleurs troisième de groupe.
En tant que quatrième nation mondiale au classement mondial FIFA, la France est placée dans le chapeau 1 en compagnie du Canada, des États-Unis, de l'Allemagne, du Japon et du Brésil, et évite ainsi ces équipes lors de la phase de groupes. Le tirage au sort est effectué le 6 décembre 2014 à Ottawa. Les Bleues se retrouvent dans un groupe composé de l'Angleterre, la Colombie et le Mexique. Il s'agit d'un tirage favorable pour les françaises, le seul adversaire relevé étant l'Angleterre, 7e nation au classement FIFA. Cependant, même si Philippe Bergeroo confirme ce « tirage abordable », l'entraîneur de la France invite tout de même à « rester très prudent ».

### Phase de groupes

#### France – Angleterre
| Titulaires :      |                           |     |
|                   |                           |     |
| 16                | Sarah Bouhaddi            |     |
| 8                 | Jessica Houara-d'Hommeaux |     |
| 4                 | Laura Georges             |     |
| 2                 | Wendie Renard             |     |
| 3                 | Laure Boulleau            |     |
| 12                | Élodie Thomis             | 71e |
| 6                 | Amandine Henry            |     |
| 10                | Camille Abily             |     |
| 14                | Louisa Nécib              | 87e |
| 9                 | Eugénie Le Sommer         | 81e |
| 17                | Gaëtane Thiney            |     |
|                   |                           |     |
| Remplaçants :     |                           |     |
| 7                 | Kenza Dali                | 71e |
| 15                | Élise Bussaglia           | 81e |
| 11                | Claire Lavogez            | 87e |
|                   |                           |     |
| Entraîneur :      |                           |     |
| Philippe Bergeroo |                           |     |

| Titulaires :  |                    |     |
|               |                    |     |
| 1             | Karen Bardsley     |     |
| 2             | Alex Scott         | 68e |
| 5             | Stephanie Houghton |     |
| 6             | Laura Bassett      |     |
| 3             | Claire Rafferty    |     |
| 8             | Jill Scott         |     |
| 16            | Katie Chapman      | 76e |
| 4             | Fara Williams      |     |
| 12            | Lucy Bronze        |     |
| 23            | Ellen White        | 61e |
| 9             | Eniola Aluko       |     |
|               |                    |     |
| Remplaçants : |                    |     |
| 18            | Toni Duggan        | 61e |
| 22            | Fran Kirby         | 68e |
| 11            | Jade Moore         | 76e |
|               |                    |     |
| Entraîneur :  |                    |     |
| Mark Sampson  |                    |     |

| Titulaires :      |                           |     |
|                   |                           |     |
| 16                | Sarah Bouhaddi            |     |
| 8                 | Jessica Houara-d'Hommeaux |     |
| 4                 | Laura Georges             |     |
| 2                 | Wendie Renard             |     |
| 3                 | Laure Boulleau            |     |
| 12                | Élodie Thomis             | 71e |
| 6                 | Amandine Henry            |     |
| 10                | Camille Abily             |     |
| 14                | Louisa Nécib              | 87e |
| 9                 | Eugénie Le Sommer         | 81e |
| 17                | Gaëtane Thiney            |     |
|                   |                           |     |
| Remplaçants :     |                           |     |
| 7                 | Kenza Dali                | 71e |
| 15                | Élise Bussaglia           | 81e |
| 11                | Claire Lavogez            | 87e |
|                   |                           |     |
| Entraîneur :      |                           |     |
| Philippe Bergeroo |                           |     |

| Titulaires :  |                    |     |
|               |                    |     |
| 1             | Karen Bardsley     |     |
| 2             | Alex Scott         | 68e |
| 5             | Stephanie Houghton |     |
| 6             | Laura Bassett      |     |
| 3             | Claire Rafferty    |     |
| 8             | Jill Scott         |     |
| 16            | Katie Chapman      | 76e |
| 4             | Fara Williams      |     |
| 12            | Lucy Bronze        |     |
| 23            | Ellen White        | 61e |
| 9             | Eniola Aluko       |     |
|               |                    |     |
| Remplaçants : |                    |     |
| 18            | Toni Duggan        | 61e |
| 22            | Fran Kirby         | 68e |
| 11            | Jade Moore         | 76e |
|               |                    |     |
| Entraîneur :  |                    |     |
| Mark Sampson  |                    |     |

Pour ce premier match dans la compétition, les Françaises affrontent l'Angleterre, qui est certainement l'adversaire le plus difficile de la poule. Le sélectionneur Philippe Bergeroo confirme la difficulté qui attend les Bleues : « Cela va être un match difficile. [...] Elles sont 6es au classement FIFA. Il n'y a pas de grande différence entre le potentiel des deux équipes ».
Pour aborder cette rencontre, les deux sélections choisissent une formation en 4-4-2. Côté français, c'est l'équipe type qui est alignée, la seule incertitude étant le poste d'arrière gauche où Laure Boulleau est finalement titularisée. L'entraîneur anglais Mark Sampson, quant à lui, propose une formation plus surprenante composée en réalité de cinq défenseuses, trois milieux défensives et deux attaquantes, afin de former un bloc défensif compact. La tactique anglaise consiste surtout à bloquer les deux ailières françaises, Élodie Thomis et Louisa Nécib : en effet, du côté de la première, l'arrière gauche anglaise Claire Rafferty est placée derrière une autre arrière gauche, Lucy Bronze, afin d'empêcher les débordements de Thomis ; de l'autre côté, c'est Alex Scott, épaulée par la milieu de terrain Fara Williams, qui surveille Nécib.
Dès le début du match, les Anglaises mettent la pression sur la défense française et se contentent également d'attaquer malgré leur tactique défensive. Les Françaises commencent à attaquer après quelques minutes de jeu, mais ont du mal à passer le bloc compact anglais. Ainsi, lors des vingt-cinq premières minutes, aucune action franche n'a eu lieu des deux côtés, même si l'équipe de Philippe Bergeroo conserve mieux le ballon. Le seul but du match a lieu à la 29e minute : à la suite d'une récupération de balle de Gaëtane Thiney, Eugénie Le Sommer frappe puissamment et trompe la gardienne Karen Bardsley, qui voit le ballon passer au ras de son poteau gauche. Après ce but, les deux équipes s'observent pendant une dizaine de minutes, et la seule occasion anglaise est une frappe non cadrée de Katie Chapman à la suite d'une sortie approximative de Sarah Bouhaddi. La première mi-temps est donc dominée par les Bleues, qui n'ont malgré tout pas réussi à se procurer beaucoup d'actions dangereuses.
En deuxième période, l'Angleterre passe dans une formation en 4-1-4-1 et essaie de profiter d'une baisse de régime des Françaises, qui laissent le ballon à leurs adversaires. Cependant, les deux équipes ne parviennent pas à trouver la faille, les Bleues ayant décidé de gérer leur but d'avance, et l'équipe de Mark Sampson donnant l'impression de ne pas vouloir égaliser. La France se procure tout de même quelques occasions au début de la mi-temps mais ne met pas en danger la gardienne adverse. En toute fin de partie, les Anglaises se montrent dangereuses, d'abord avec une frappe non cadrée de Eniola Aluko à la 90e minute, puis dans le temps additionnel avec une talonnade de cette même joueuse en direction de Fran Kirby, interceptée de justesse par Laure Boulleau,.
Les Bleues s'imposent donc par un but à zéro lors de cette première journée. Le sélectionneur Philippe Bergeroo est satisfait de cette performance : « C'est toujours très, très intéressant de commencer une compétition par une victoire, on a bien maitrisé ce match face à une équipe regroupée derrière. Il faut que ça continue mais c'est une très belle entrée en matière ». Cependant, malgré une nette domination, les Françaises ont eu des problèmes au niveau de l'efficacité en attaque ; la défenseuse Laura Georges explique qu'il « n'était pas facile d'entrer dans cette compétition », et qu'il « y avait de la pression et des accrochages ».

#### France – Colombie
| Titulaires :      |                           |     |
|                   |                           |     |
| 16                | Sarah Bouhaddi            |     |
| 8                 | Jessica Houara-d'Hommeaux |     |
| 4                 | Laura Georges             |     |
| 2                 | Wendie Renard             |     |
| 3                 | Laure Boulleau            |     |
| 7                 | Kenza Dali                | 77e |
| 15                | Élise Bussaglia           | 63e |
| 10                | Camille Abily             |     |
| 14                | Louisa Nécib              | 63e |
| 9                 | Eugénie Le Sommer         |     |
| 17                | Gaëtane Thiney            |     |
|                   |                           |     |
| Remplaçants :     |                           |     |
| 6                 | Amandine Henry            | 63e |
| 11                | Claire Lavogez            | 63e |
| 18                | Marie-Laure Delie         | 77e |
|                   |                           |     |
| Entraîneur :      |                           |     |
| Philippe Bergeroo |                           |     |

| Titulaires :   |                    |       |
|                |                    |       |
| 12             | Sandra Sepúlveda   |       |
| 17             | Carolina Arias     |       |
| 13             | Angela Clavijo     |       |
| 14             | Nataly Arias       |       |
| 9              | Oriánica Velásquez |       |
| 3              | Natalia Gaitán     |       |
| 6              | Daniela Montoya    |       |
| 4              | Diana Ospina       |       |
| 10             | Yoreli Rincón      | 87e   |
| 16             | Lady Andrade       | 90+1e |
| 7              | Ingrid Vidal       | 55e   |
|                |                    |       |
| Remplaçants :  |                    |       |
| 11             | Catalina Usme      | 55e   |
| 21             | Isabella Echeverri | 87e   |
| 15             | Tatiana Ariza      | 90+1e |
|                |                    |       |
| Entraîneur :   |                    |       |
| Fabián Taborda |                    |       |

| Titulaires :      |                           |     |
|                   |                           |     |
| 16                | Sarah Bouhaddi            |     |
| 8                 | Jessica Houara-d'Hommeaux |     |
| 4                 | Laura Georges             |     |
| 2                 | Wendie Renard             |     |
| 3                 | Laure Boulleau            |     |
| 7                 | Kenza Dali                | 77e |
| 15                | Élise Bussaglia           | 63e |
| 10                | Camille Abily             |     |
| 14                | Louisa Nécib              | 63e |
| 9                 | Eugénie Le Sommer         |     |
| 17                | Gaëtane Thiney            |     |
|                   |                           |     |
| Remplaçants :     |                           |     |
| 6                 | Amandine Henry            | 63e |
| 11                | Claire Lavogez            | 63e |
| 18                | Marie-Laure Delie         | 77e |
|                   |                           |     |
| Entraîneur :      |                           |     |
| Philippe Bergeroo |                           |     |

| Titulaires :   |                    |       |
|                |                    |       |
| 12             | Sandra Sepúlveda   |       |
| 17             | Carolina Arias     |       |
| 13             | Angela Clavijo     |       |
| 14             | Nataly Arias       |       |
| 9              | Oriánica Velásquez |       |
| 3              | Natalia Gaitán     |       |
| 6              | Daniela Montoya    |       |
| 4              | Diana Ospina       |       |
| 10             | Yoreli Rincón      | 87e   |
| 16             | Lady Andrade       | 90+1e |
| 7              | Ingrid Vidal       | 55e   |
|                |                    |       |
| Remplaçants :  |                    |       |
| 11             | Catalina Usme      | 55e   |
| 21             | Isabella Echeverri | 87e   |
| 15             | Tatiana Ariza      | 90+1e |
|                |                    |       |
| Entraîneur :   |                    |       |
| Fabián Taborda |                    |       |

#### Mexique – France
| Titulaires :     |                    |     |
|                  |                    |     |
| 1                | Cecilia Santiago   |     |
| 2                | Kenti Robles       |     |
| 4                | Alina Garciamendez |     |
| 13               | Greta Espinoza     |     |
| 5                | Valeria Miranda    |     |
| 7                | Nayeli Rangel      | 83e |
| 6                | Jennifer Ruiz      |     |
| 10               | Stephany Mayor     | 46e |
| 11               | Mónica Ocampo      |     |
| 17               | Verónica Pérez     |     |
| 9                | Charlyn Corral     | 46e |
|                  |                    |     |
| Remplaçants :    |                    |     |
| 14               | Arianna Romero     | 46e |
| 19               | Renae Cuéllar      | 46e |
| 3                | Christina Murillo  | 83e |
|                  |                    |     |
| Entraîneur :     |                    |     |
| Leonardo Cuéllar |                    |     |

| Titulaires :      |                           |     |
|                   |                           |     |
| 16                | Sarah Bouhaddi            |     |
| 8                 | Jessica Houara-d'Hommeaux |     |
| 4                 | Laura Georges             |     |
| 2                 | Wendie Renard             |     |
| 3                 | Laure Boulleau            | 78e |
| 12                | Élodie Thomis             |     |
| 6                 | Amandine Henry            |     |
| 10                | Camille Abily             | 70e |
| 22                | Amel Majri                |     |
| 18                | Marie-Laure Delie         |     |
| 9                 | Eugénie Le Sommer         | 63e |
|                   |                           |     |
| Remplaçants :     |                           |     |
| 17                | Gaëtane Thiney            | 63e |
| 15                | Élise Bussaglia           | 70e |
| 5                 | Sabrina Delannoy          | 78e |
|                   |                           |     |
| Entraîneur :      |                           |     |
| Philippe Bergeroo |                           |     |

| Titulaires :     |                    |     |
|                  |                    |     |
| 1                | Cecilia Santiago   |     |
| 2                | Kenti Robles       |     |
| 4                | Alina Garciamendez |     |
| 13               | Greta Espinoza     |     |
| 5                | Valeria Miranda    |     |
| 7                | Nayeli Rangel      | 83e |
| 6                | Jennifer Ruiz      |     |
| 10               | Stephany Mayor     | 46e |
| 11               | Mónica Ocampo      |     |
| 17               | Verónica Pérez     |     |
| 9                | Charlyn Corral     | 46e |
|                  |                    |     |
| Remplaçants :    |                    |     |
| 14               | Arianna Romero     | 46e |
| 19               | Renae Cuéllar      | 46e |
| 3                | Christina Murillo  | 83e |
|                  |                    |     |
| Entraîneur :     |                    |     |
| Leonardo Cuéllar |                    |     |

| Titulaires :      |                           |     |
|                   |                           |     |
| 16                | Sarah Bouhaddi            |     |
| 8                 | Jessica Houara-d'Hommeaux |     |
| 4                 | Laura Georges             |     |
| 2                 | Wendie Renard             |     |
| 3                 | Laure Boulleau            | 78e |
| 12                | Élodie Thomis             |     |
| 6                 | Amandine Henry            |     |
| 10                | Camille Abily             | 70e |
| 22                | Amel Majri                |     |
| 18                | Marie-Laure Delie         |     |
| 9                 | Eugénie Le Sommer         | 63e |
|                   |                           |     |
| Remplaçants :     |                           |     |
| 17                | Gaëtane Thiney            | 63e |
| 15                | Élise Bussaglia           | 70e |
| 5                 | Sabrina Delannoy          | 78e |
|                   |                           |     |
| Entraîneur :      |                           |     |
| Philippe Bergeroo |                           |     |

#### Classement
| \| Rang \| Équipe \| Pts \| J \| G \| N \| P \| Bp \| Bc \| Diff \| \| ---- \| ---------- \| --- \| - \| - \| - \| - \| -- \| -- \| ---- \| \| 1 \| France \| 6 \| 3 \| 2 \| 0 \| 1 \| 6 \| 2 \| +4 \| \| 2 \| Angleterre \| 6 \| 3 \| 2 \| 0 \| 1 \| 4 \| 3 \| +1 \| \| 3 \| Colombie \| 4 \| 3 \| 1 \| 1 \| 1 \| 4 \| 3 \| +1 \| \| 4 \| Mexique \| 1 \| 3 \| 0 \| 1 \| 2 \| 2 \| 8 \| -6 \| Équipes qualifiées ; Pts = points ; J = joués ; G = gagnés ; N = nuls ; P = perdus ; Bp = buts pour ; Bc = buts contre ; Diff = différence de buts. |            |     |   |   |   |   |    |    |      |
| Rang | Équipe     | Pts | J | G | N | P | Bp | Bc | Diff |
| 1 | France     | 6   | 3 | 2 | 0 | 1 | 6  | 2  | +4   |
| 2 | Angleterre | 6   | 3 | 2 | 0 | 1 | 4  | 3  | +1   |
| 3 | Colombie   | 4   | 3 | 1 | 1 | 1 | 4  | 3  | +1   |
| 4 | Mexique    | 1   | 3 | 0 | 1 | 2 | 2  | 8  | -6   |

### Phase finale

#### Huitième de finale
| Titulaires : |  |
| |  |
| 16 Sarah Bouhaddi · 8 Jessica Houara-d'Hommeaux · 4 Laura Georges · 2 Wendie Renard · 3 Laure Boulleau · 12 Élodie Thomis · 6 Amandine Henry · 10 Camille Abily 77e · 14 Louisa Nécib · 18 Marie-Laure Delie 84e · 9 Eugénie Le Sommer 74e · |  |
| Remplaçants : |  |
| 17 Gaëtane Thiney 74e · 23 Kheira Hamraoui 77e 80e · 13 Kadidiatou Diani 80e · |  |
| Entraîneur : |  |
| Philippe Bergeroo |  |

| Titulaires : |  |
| |  |
| 18 Kim Jung-mi · 19 Kim Soo-yun · 4 Shim Seo-yeon · 5 Kim Do-yeon · 2 Lee Eun-mi 33e · 13 Kwon Han-nul 60e · 8 Cho So-hyun · 16 Kang Yu-mi 78e · 23 Lee Geum-min 85e · 7 Jeon Ga-eul · 9 Park Eun-sun 55e · |  |
| Remplaçants : |  |
| 12 Yoo Young-a 55e · 22 Lee So-dam 60e · 15 Park Hee-young 78e · |  |
| Entraîneur : |  |
| Yoon Deok-yeo |  |

| Titulaires : |  |
| |  |
| 16 Sarah Bouhaddi · 8 Jessica Houara-d'Hommeaux · 4 Laura Georges · 2 Wendie Renard · 3 Laure Boulleau · 12 Élodie Thomis · 6 Amandine Henry · 10 Camille Abily 77e · 14 Louisa Nécib · 18 Marie-Laure Delie 84e · 9 Eugénie Le Sommer 74e · |  |
| Remplaçants : |  |
| 17 Gaëtane Thiney 74e · 23 Kheira Hamraoui 77e 80e · 13 Kadidiatou Diani 80e · |  |
| Entraîneur : |  |
| Philippe Bergeroo |  |

| Titulaires : |  |
| |  |
| 18 Kim Jung-mi · 19 Kim Soo-yun · 4 Shim Seo-yeon · 5 Kim Do-yeon · 2 Lee Eun-mi 33e · 13 Kwon Han-nul 60e · 8 Cho So-hyun · 16 Kang Yu-mi 78e · 23 Lee Geum-min 85e · 7 Jeon Ga-eul · 9 Park Eun-sun 55e · |  |
| Remplaçants : |  |
| 12 Yoo Young-a 55e · 22 Lee So-dam 60e · 15 Park Hee-young 78e · |  |
| Entraîneur : |  |
| Yoon Deok-yeo |  |

#### Quart de finale
| Titulaires : |  |
| |  |
| 1 Nadine Angerer · 4 Leonie Maier · 5 Annike Krahn · 14 Babett Peter · 22 Tabea Kemme · 20 Lena Goeßling 68e 79e · 16 Melanie Leupolz 91e · 6 Simone Laudehr · 11 Anja Mittag 37e 46e · 18 Alexandra Popp 70e · 13 Célia Šašić · |  |
| Remplaçants : |  |
| 10 Dzsenifer Marozsán 46e 68e · 23 Sara Däbritz 70e · 7 Melanie Behringer 79e · |  |
| Entraîneur : |  |
| Silvia Neid |  |

| Titulaires : |  |
| |  |
| 16 Sarah Bouhaddi · 8 Jessica Houara-d'Hommeaux · 4 Laura Georges 57e · 2 Wendie Renard · 22 Amel Majri · 12 Élodie Thomis 69e · 6 Amandine Henry · 10 Camille Abily · 14 Louisa Nécib · 18 Marie-Laure Delie 55e 101e · 9 Eugénie Le Sommer 91e · |  |
| Remplaçants : |  |
| 11 Claire Lavogez 69e · 17 Gaëtane Thiney 91e · 23 Kheira Hamraoui 101e · |  |
| Entraîneur : |  |
| Philippe Bergeroo |  |

| Titulaires : |  |
| |  |
| 1 Nadine Angerer · 4 Leonie Maier · 5 Annike Krahn · 14 Babett Peter · 22 Tabea Kemme · 20 Lena Goeßling 68e 79e · 16 Melanie Leupolz 91e · 6 Simone Laudehr · 11 Anja Mittag 37e 46e · 18 Alexandra Popp 70e · 13 Célia Šašić · |  |
| Remplaçants : |  |
| 10 Dzsenifer Marozsán 46e 68e · 23 Sara Däbritz 70e · 7 Melanie Behringer 79e · |  |
| Entraîneur : |  |
| Silvia Neid |  |

| Titulaires : |  |
| |  |
| 16 Sarah Bouhaddi · 8 Jessica Houara-d'Hommeaux · 4 Laura Georges 57e · 2 Wendie Renard · 22 Amel Majri · 12 Élodie Thomis 69e · 6 Amandine Henry · 10 Camille Abily · 14 Louisa Nécib · 18 Marie-Laure Delie 55e 101e · 9 Eugénie Le Sommer 91e · |  |
| Remplaçants : |  |
| 11 Claire Lavogez 69e · 17 Gaëtane Thiney 91e · 23 Kheira Hamraoui 101e · |  |
| Entraîneur : |  |
| Philippe Bergeroo |  |

### Statistiques

#### Temps de jeu
| Place | Nom                       |    |    |    |    |     | Total |
| ----- | ------------------------- | -- | -- | -- | -- | --- | ----- |
| 1     | Sarah Bouhaddi            | 90 | 90 | 90 | 90 | 120 | 480   |
| 1     | Wendie Renard             | 90 | 90 | 90 | 90 | 120 | 480   |
| 1     | Laura Georges             | 90 | 90 | 90 | 90 | 120 | 480   |
| 1     | Jessica Houara-d'Hommeaux | 90 | 90 | 90 | 90 | 120 | 480   |
| 5     | Camille Abily             | 90 | 90 | 70 | 77 | 120 | 447   |
| 6     | Amandine Henry            | 90 | 27 | 90 | 90 | 120 | 417   |
| 7     | Eugénie Le Sommer         | 81 | 90 | 63 | 74 | 90  | 398   |
| 8     | Louisa Nécib              | 87 | 63 | 0  | 90 | 120 | 360   |
| 9     | Laure Boulleau            | 90 | 90 | 78 | 90 | 0   | 348   |
| 10    | Élodie Thomis             | 71 | 0  | 90 | 90 | 69  | 320   |
| 11    | Marie-Laure Delie         | 0  | 13 | 90 | 84 | 101 | 288   |
| 12    | Gaëtane Thiney            | 90 | 90 | 27 | 16 | 30  | 253   |
| 13    | Amel Majri                | 0  | 0  | 90 | 0  | 120 | 210   |
| 14    | Kenza Dali                | 19 | 77 | 0  | 0  | 0   | 96    |
| 15    | Élise Bussaglia           | 9  | 63 | 20 | 0  | 0   | 92    |
| 16    | Claire Lavogez            | 3  | 27 | 0  | 0  | 51  | 81    |
| 17    | Kheira Hamraoui           | 0  | 0  | 0  | 13 | 19  | 32    |
| 18    | Sabrina Delannoy          | 0  | 0  | 12 | 0  | 0   | 12    |
| 19    | Kadidiatou Diani          | 0  | 0  | 0  | 6  | 0   | 6     |

#### Buteuses
| Place | Nom               | Buts | Temps | Adversaire                |
| ----- | ----------------- | ---- | ----- | ------------------------- |
| 1     | Marie-Laure Delie | 3    | 288   | Mexique, Corée du Sud (2) |
| 2     | Eugénie Le Sommer | 3    | 398   | Angleterre, Mexique (2)   |
| 3     | Élodie Thomis     | 1    | 320   | Corée du Sud              |
| 4     | Louisa Nécib      | 1    | 360   | Allemagne                 |
| 5     | Amandine Henry    | 1    | 417   | Mexique                   |

#### Passeuses décisives
| Place | Nom               | Pass. dé. | Temps | Adversaire       |
| ----- | ----------------- | --------- | ----- | ---------------- |
| 1     | Eugénie Le Sommer | 2         | 398   | Corée du Sud (2) |
| 2     | Amel Majri        | 1         | 210   | Mexique          |
| 3     | Gaëtane Thiney    | 1         | 253   | Angleterre       |
| 4     | Élodie Thomis     | 1         | 320   | Mexique          |
| 5     | Laure Boulleau    | 1         | 348   | Corée du Sud     |

## Bilan et après Coupe du monde

### Audiences télévisuelles
| Diffuseur | Date         | Match                 | Tour                | Téléspectateurs | Part d'audience |
| --------- | ------------ | --------------------- | ------------------- | --------------- | --------------- |
| W9        | 9 juin 2015  | France - Angleterre   | Groupe F            | 1 500 000       | 7,3 %           |
| W9        | 13 juin 2015 | France - Colombie     | Groupe F            | 1 600 000       | 10 %            |
| W9        | 17 juin 2015 | Mexique - France      | Groupe F            | 2 240 000       | 13,7 %          |
| W9        | 21 juin 2015 | France - Corée du Sud | Huitièmes de finale | 2 800 000       | 16,4 %          |
| W9        | 26 juin 2015 | Allemagne - France    | Quarts de finale    | 4 100 000       | 25 %            |